# Vertretenmüssen
Vertretenmüssen ist ein Rechtsbegriff und Tatbestandsmerkmal des deutschen allgemeinen Schuldrechts. Wer im rechtlichen Sinne die Verwirklichung eines Tatbestands zu vertreten hat, hat auch für die Rechtsfolgen einzustehen. Regelmäßig haftet er dann auf Schadensersatz. 
Vom Vertretenmüssen zu unterscheiden ist das Verschulden, welches die subjektive Vorwerfbarkeit der Verwirklichung des Tatbestands ausdrückt. Das Bürgerliche Gesetzbuch knüpft das Vertretenmüssen überwiegend an (eigenes oder fremdes) Verschulden, kennt aber auch verschuldensunabhängige Haftungstatbestände.

## Grundsatz
Was der (zivilrechtliche) Schuldner zu vertreten hat, wird in den §§ 276 ff. BGB geregelt. Voraussetzung für das Vertretenmüssen ist die Verschuldensfähigkeit. Bei deliktischen Anknüpfungspunkten werden die §§ 827 f. BGB entsprechend herangezogen, § 276 Abs. 1 S. 2 BGB. Auch verweist das öffentliche Recht vielfach auf den Grundsatz, geht dabei aber nicht zwingend von denselben Begrifflichkeiten aus.
Voraussetzung für das Vertretenmüssen ist eine Verschuldensform. Soweit das Gesetz oder die Beteiligten einer vertraglichen Vereinbarung nichts anderes vorsehen, sind das Vorsatz und Fahrlässigkeit. Sie sind nach dem Verschuldensprinzip zu vertreten. Anders als im Strafrecht, findet eine systematische Unterscheidung im Zivilrecht nicht statt. Schuldhaft in diesem Sinne handelt derjenige,
- den eine (gesetzliche oder vertragliche) Rechtspflicht trifft, anders zu handeln als er gehandelt hat; (Gebot: „Er hätte anders handeln müssen“)
- und der auch entsprechend dieser ihm obliegenden Rechtspflicht handeln konnte; (Gebot: „Er hätte anders handeln können“)
- dies jedoch wissentlich und willentlich (= vorsätzlich) oder doch entgegen der im Rechtsverkehr gebotenen Sorgfalt (= fahrlässig) nicht tat; (Gebot: „Er wusste dies oder hätte es wissen können“).

### Vorsatz
Vorsatz wird angenommen bei einer wissentlichen und (bedingt) willentlichen Pflichtverletzung. Beim Vorsatz sind das Wissen und Wollen der Umstände haftungsbegründend, sodass jeder diesbezügliche Irrtum den Vorsatz ausschließt. 

### Fahrlässigkeit
Fahrlässig handelt nach der Legaldefinition des § 276 Abs. 2 BGB, „wer die im Verkehr erforderliche Sorgfalt außer Acht lässt“. Maßgeblich ist also nicht die im Verkehr tatsächlich übliche, vielleicht nicht hinreichende, sondern die normativ erforderliche Sorgfalt. Sorgfaltsmaßstab ist damit die Sorgfalt, die von einem Angehörigen der jeweiligen Berufsgruppe oder des Kreises der Verkehrsteilnehmer in der jeweils konkreten Situation zu erwarten ist. Im Unterschied zum Strafrecht genügt aber im Zivilrecht – das (lediglich) einen gerechten Schadensausgleich schaffen will – eine objektive Sorgfaltspflichtverletzung.  
Außerachtlassen bedeutet dabei die Nichtbeachtung bei Voraussehbarkeit und Vermeidbarkeit des rechtswidrigen Erfolgs. Subjektive Erkennbarkeit und Vermeidbarkeit ist dagegen nicht Maßstab. Eine besondere Form stellt das Kennenmüssen dar, worunter die durch Fahrlässigkeit bedingte Unkenntnis verstanden wird (vgl. insoweit  § 122 BGB). Unterschieden wird ansonsten zwischen leichter und grober Fahrlässigkeit. Das Arbeitsrecht kennt überdies noch leichteste und mittlere Fahrlässigkeit. Als Haftungserleichterung kann in Einzelfällen die sogenannte „eigenübliche Sorgfalt“ eine Rolle spielen, unter der verstanden wird, dass eine Haftung nur dann ausgelöst wird, wenn ein Verstoß gegen die ansonsten individuell-subjektiv geübte Sorgfalt vorliegt; die Grenze bildet dabei stets die grobe Fahrlässigkeit (§ 277 BGB).

## Haftungserleichterungen und Haftungsverschärfungen
Das Gesetz durchbricht diesen Grundsatz mehrfach beziehungsweise ermöglicht die privatrechtliche diesbezügliche Vereinbarung, um in besonderen Interessenkonstellationen unbillige Ergebnisse zu vermeiden beziehungsweise die verfassungsrechtlich verbürgte Privatautonomie nicht stärker als rechtspolitisch nötig einzuschränken.
- Beim haftungsverschärften verschuldensunabhängigen Vertretenmüssen im Sinne des § 276 Abs. 1 BGB knüpft das Gesetz nicht an die individuelle Vorwerfbarkeit an, sondern:
  - an die bloße Innehabung einer bestimmten Herrschaftsposition beziehungsweise die dadurch abstrakt geschaffene Gefahr der Tatbestandsverwirklichung (sogenannte Gefährdungshaftung), beispielsweise die Halterhaftung im Straßenverkehr.
  - an den Inhalt des Schuldverhältnisses, aus dem sich ein verschärfter Maßstab ergeben kann. Insbesondere hat der Schuldner seine finanzielle Leistungsfähigkeit immer zu vertreten („Geld hat man zu haben“ – Prinzip der unbeschränkten Vermögenshaftung), kann sich also nicht darauf berufen, infolge Geldmangels sei ihm die Zahlung unmöglich. Das ergibt sich schon daraus, dass nach der gesetzlichen Vorstellung an Stelle der unmöglichen Primärleistung ein Schadensersatz notfalls in Geld treten soll.
  - an im Ausnahmefall an völlig außerhalb der Person oder Herrschaftsgewalt des Schuldners stehende Momente, z. B. Zufall oder Höhere Gewalt. oder
  - an vertraglich oder quasivertraglich verschuldensunabhängig seitens des Schuldners zugesicherte Ereignisse und Eigenschaften hinsichtlich des Geschuldeten (Garantiehaftung)

- Bei gesetzlichen Haftungsprivilegierungen im Sinne von § 276 Abs. 1 BGB knüpft das Gesetz vereinzelt an die eigenübliche Sorgfalt (so etwa in § 1664 BGB) an, also die Sorgfalt, die der Schuldner in eigenen Angelegenheiten anzuwenden pflegt ("diligentia quam in suis [rebus adhibere solet]"). Dann gilt nicht ein objektiver, sondern ein (milderer) subjektiver Sorgfaltsmaßstab. Der Vortrag des Schuldner muss also vor Gericht darauf abzielen, er gehe auch sonst unsorgfältig mit eigenen Dingen um und sei überhaupt ein unordentlicher Mensch. Für grobe Fahrlässigkeit (und erst recht Vorsatz) hat der Schuldner aber selbst dann einzustehen, wenn er in eigenen Angelegenheiten weniger sorgfältig ist, § 277 BGB.
  - Die Parteien können auch „Haftungsbeschränkungen“ vereinbaren, also einen milderen Verschuldensgrad festlegen. Dass Vorsatz nicht zu vertreten sei, kann dabei nicht im Vorhinein vereinbart werden, § 276 Abs. 3 BGB. Daneben sind weitere gesetzliche Regelungen zum Schutze (vermeintlich) wirtschaftlich-rechtlich schwächerer Beteiligter zu beachten, die sonst zur Unwirksamkeit der Vereinbarung führen können (Insbesondere das Recht der Allgemeinen Geschäftsbedingungen in §§ 305 ff. BGB).
- Ebenso hat der Schuldner gegenüber Dritten das „Verschulden“ seines gesetzlichen Vertreters und solcher Personen zu vertreten, die mit seinem Willen bei der Erfüllung seiner Verbindlichkeiten als Hilfspersonen tätig werden (Erfüllungsgehilfen), § 278 BGB. Die Norm ist insoweit unzutreffend formuliert, als Vertreter und Erfüllungsgehilfen mit der Verbindlichkeit nichts zu tun haben und deshalb auf diese bezogen nichts schulden; ein „Verschulden“ hinsichtlich der Verbindlichkeit kann – weil nicht vorhanden – nicht zugerechnet werden. Die Vorschrift wird daher dahingehend gelesen, dass das tatsächliche Verhalten, und nicht der Sorgfaltsmaßstab, der Vertreter bzw. Gehilfen auf den Schuldner projiziert wird. Der Sorgfaltsmaßstab richtet sich daher nicht nach dem eingesetzten Gehilfen, sondern nach dem Schuldner selbst: wer einen Handwerksmeister mit der Reparatur beauftragt (und bezahlt), kann auch die Sorgfalt eines Meisters erwarten, selbst wenn tatsächlich der Lehrling tätig wird.

## Bedeutung
Als Tatbestandsmerkmal ist das fehlende Vertretenmüssen über § 280 BGB Ausschlussgrund jeder vertraglichen oder quasivertraglichen Verpflichtung zur Leistung (z. B. Schadenersatz), sofern das jeweilige Schuldverhältnis (im weiteren Sinne) nicht speziellere Regelungen vorhält (etwa § 536a BGB im Mietrecht). Dabei stellt die Formulierung des § 280 Abs. 1 S. 2 BGB als rechtshindernde Einwendung („gilt nicht, wenn ... nicht“) klar, dass nicht etwa der Gläubiger die Voraussetzungen des Vertretenmüssens zu beweisen hat, sondern der Schuldner gegebenenfalls zu beweisen hat, dass er die Pflichtverletzung nicht zu vertreten hat (Beweislastumkehr; gilt nicht für das Arbeitsrecht, § 619a BGB). Im Ergebnis wird damit das Vertretenmüssen – widerlegbar – vermutet.
Auch der Schuldnerverzug setzt nach § 286 Abs. 4 BGB Vertretenmüssen voraus.
Fraglich kann im Einzelfall sein, auf welche Pflichtverletzung sich das Vertretenmüssen bei mehreren Pflichtverletzungen bezieht. Das gilt insbesondere bei § 281 BGB.
Welche Form des Vertretenmüssens der jeweiligen Norm zugrunde liegt, ist entweder bei Schweigen aus der allgemeinen Regel oder explizit oder durch Auslegung der entsprechenden haftungsbegründenden Norm selbst zu entnehmen.